# جيرارد وول
جيرارد وول (بالإنجليزية: Gerard Wall)‏ هو جراح وسياسي نيوزلندي، ولد في 24 يناير 1920 في كرايستشرش في نيوزيلندا، وتوفي في 22 نوفمبر 1992. حزبياً، نشط في حزب العمال النيوزيلندي. وقد انتخب عضو مجلس النواب النيوزيلندي.